# Sergueï Galitski
Sergueï Nikolaïévitch Galitski (né Aroutiounian, le 14 août 1967) est un entrepreneur russe, fondateur et copropriétaire jusqu'en 2018 de la plus grande société de distribution russe, la chaîne des magasins Magnit,,. Il est également propriétaire du FK Krasnodar, club de première division russe de football, et est citoyen d'honneur de la ville de Krasnodar.
Il fait partie des 500 personnalités, ou entités russes, dont les avoirs et les ressources économiques doivent être gelés, après l'agression russe contre l'Ukraine en 2022.

## Biographie
Sergueï Galitski naît le 14 août 1967, dans le village de Lazarevskoïe, au sud du kraï de Krasnodar,, fils de Nikolaï Guevorkovitch Aroutiounian. Il définit ses origines comme suit : « 75 % de sang russe, 25 % de sang arménien ». Bien que russe, pour avoir toujours vécu en Russie, Sergueï se déclare fier de ses origines arméniennes, quand bien même il ne connait pas la langue.
Il effectue son service militaire en 1985-1987. En 1989, étudiant de deuxième année, il commence à travailler dans une banque de commerce de Krasnodar. En 1993, il termine la faculté d'économie de l'Université d'État du Kouban, titulaire du diplôme de Planification économique et sociale. En 1994, il met un terme à sa carrière de banquier, il est alors directeur adjoint.
La même année, il crée avec des partenaires la société de distribution Transasia, spécialisée dans la commercialisation de cosmétiques et de parfums pour les marques Avon, Johnson & Johnson et Procter & Gamble. Transasia devient, en 1995, le distributeur exclusif des produits de la marque Procter & Gamble dans la région sud.
Sergueï Galitski quitte l'entreprise la même année pour fonder la société Thunder (en russe : Тандер). En 1998, il ouvre à Krasnodar un magasin de Cash&Carry.
En 2000, il change le format des magasins en hard-discount, et les renomme Chaîne des magasins Magnit. Avec 250 points de vente, Magnit devient en 2001 le leader de la vente de détail en Russie. La société entre en bourse en 2006 où elle est cotée au MICEX (en roubles) et RTS (en dollars US). 19 % des actions Magnit sont détenus par les investisseurs pour un montant de 368 millions de dollars US.
En 2011, l'« enfant » de Galitski, le FK Krasnodar, rejoint la Première Ligue.
Le 13 septembre 2011, par décret du gouverneur du kraï de Krasnodar, Alexandre Tkatchev, Sergueï Nikolaïévitch Galitski reçoit le titre de Héros du travail du Kouban.
En mai 2013 commencent les travaux de l'une des plus grandes installations sportives du district fédéral du Sud, à savoir le stade du club de football de Krasnodar. Sergueï Galitski finance entièrement la construction du stade. Pour son inauguration, le 9 octobre 2016, le stade accueille la rencontre amicale qui oppose l'équipe nationale de Russie à celle du Costa Rica.
En septembre 2017, un parc d'une superficie de près de 23 hectares est ouvert aux abords du stade. On y trouve un amphithéâtre, des jardins, une terrasse d'observation, un bassin avec fontaine qui, l'hiver, se transforme en patinoire, un mur d'escalade, un skatepark, un terrain de streetball, une aire de jeux pour enfants, et bien plus encore.
Le 24 octobre 2017, par ordonnance du président de la fédération de Russie, Sergueï Galitski se voit remettre le Certificat du mérite du président de la fédération de Russie, « pour ses mérites dans le développement de l'esprit d'entreprise, son implication dans l'activité sociale du pays, et son travail consciencieux ».
En janvier 2018, le Trésor américain l'inclut dans la liste de la loi « Contrer les adversaires de l'Amérique par le biais de sanctions » (en anglais : Countering America’s Adversaries Through Sanctions Act, ou CAATSA).
Le 16 février 2018, Galitski vend 29 % des actions de la chaîne de magasins Magnit à la banque VTB. La transaction s'élève à 138 milliards de roubles.

« Le moment était venu de connaître des changements dans ma vie. C'était le bon moment. Ce ne fut pas une décision facile. J'ai créé cette entreprise. Mais rien n'est éternel. L'impulsion est venue des actionnaires, qui ne voyaient pas l'avenir de la même manière que le fondateur. Je ne dois pas me mettre en travers du processus, si les investisseurs réclament des changements, ils doivent les obtenir. »

— déclaration de Galitski.

## Famille
Sergueï Galitski est marié. Après son mariage, il prend le nom de famille de son épouse, Victoria Nikolaïevna Galitskaïa. Le couple a une fille, Polina, née le 2 novembre 1995. Il a un frère, Andreï Aroutiounian, né en 1969.

## Divers
Sergueï Galitski est le propriétaire du yacht Quantum Blue.